# Bestseller (compañía)
Bestseller es una empresa dedicada al textil. Fue fundada en Ringkøbing, Dinamarca el año 1975 por Troels Holch Povlsen y cada año factura más de mil quinientos millones de euros, lo que la convierte en una de las empresas de moda más reconocidas de Europa.

## Historia
La empresa después de su fundación se orientó principalmente hacia el sector femenino, aunque en 1986 presentó ropa para niños y en 1988 para caballeros. A partir del 2007 la empresa es de propiedad familiar. Da trabajo a más de 15000 personas y su sede está en Brande, en la península de Jutlandia.

## Marcas
La empresa cuenta con un número de marcas diferentes en las que vende sus prendas de vestir. Las marcas se enumeran a continuación, y se venden tanto en la propia empresa y en tiendas minoristas independientes.

### Prendas de vestir de la mujer
La marca más importante de la empresa es Vero Moda y está dirigida exclusivamente hacia mujeres. Otras marcas son Pieces (accesorios), Only (jeans), Mamalicious (para mujeres embarazadas) y Vila.
En 2007 la empresa contrató a la supermodelo Gisele Bündchen para promover la marca Vero Moda en los años 2007 y 2008. 

### Ropa para Caballero[2]
- Jack&Jones (marca dirigida a los clientes más jóvenes, principalmente vende jeans y últimamente se ha centrado en la producción de camisetas)
- Selected (la marca más conservadora)
- Outfitters Nación

### Ropa para niños
- One Fashion
- Name it Cool (recién nacidos)

## Distribución
La empresa tiene la tiendas en la mayoría de los países que conforman Europa, Oriente Medio, Canadá, China, Andorra y otros 38 países más. El gigante asiático posee más de 1000 tiend,as siendo una de las empresas textiles con más establecimientos en el país. Se dice que es una de las empresas textiles extranjeras en obtener muchos beneficios en el mercado chino. Hay más de 800 tiendas Vero Moda en todo el mundo y más de 2000 tiendas Jack & Jones al por menor, de las cuales 270 son franquicia